# Tour de Río 2011
La 2.ª edición del Tour de Río, se disputó desde el 27 al 31 de julio de 2011, iniciando y finalizando su recorrido en Río de Janeiro.
Integrando el calendario internacional americano, la carrera contó con 5 etapas y 784,5 km, siendo la 3.ª la etapa clave ya que se subió un puerto de 1.ª categoría rumbo a Teresópolis en la Serra do Mar, que prácticamente definió la carrera.
Juan Pablo Suárez fue el vencedor de la clasificación general, basando la victoria en su triunfo en la 3.ª etapa.
Los colombianos del equipo EPM-UNE, dominaron ampliamente la carrera ubicando a sus 6 corredores en el top 10, además de ganar la clasificación por equipos.
La clasificación de la montaña y por puntos fueron para los locales Antonio Nascimento y Magno Nazaret, Ambos del equipo Funvic-Pindamonhangaba.

## Equipos participantes
Fueron 19 equipos los que iniciaron la competición, 10 equipos de Brasil, una selección de Río de Janeiro y 8 equipos extranjeros totalizando 117 corredores, siendo 79 los que arribaron al final. 
Los equipos brasileños lograron la participación por la posición actual del ranking de equipos de la Confederación Brasileña de Ciclismo.
De los equipos extranjeros dos fueron de categoría profesional, el Jamis-Sutter Home de Estados Unidos y el EPM-UNE de Colombia. Además participaron 4 equipos amateurs (2 de Italia, uno de España, uno de Chile) y la Selección de Ruanda.
| Locales                                  | Extranjeros         |
| ---------------------------------------- | ------------------- |
| Clube DataRo de Ciclismo-Foz do Iguaçu   | EPM-UNE             |
| Funvic-Pindamonhangaba                   | Jamis-Sutter Home   |
| São José dos Campos-Cannondale           | Rossato-Trevigiani  |
| São Lucas Saúde-Giant-Americana          | Petroli Firenze     |
| GRCE-Usiminas-Giant-Santos               | MMR Bikes-Spiuk     |
| São Francisco Saúde-Ribeirão Preto       | Bianchi R2          |
| Velo-SEME-Rio Claro                      | Bicicó              |
| Padaria Real-Céu Azul Alimentos-Sorocaba | Selección de Ruanda |
| Seel-Para-Sejel-Belém                    |                     |
| FW Engenharia-Três Rios-Amazonas Bike    |                     |
| Selección de Río de Janeiro              |                     |

## Etapas
| Etapa | Fecha       | Recorrido                     | Km    | Ganador           | Líder             |
| 1.ª   | 27 de julio | Río de Janeiro-Angra dos Reis | 133,9 | Edgardo Simón     | Edgardo Simón     |
| 2.ª   | 28 de julio | Volta Redonda-Três Ríos       | 161,3 | Rafael Andriato   | Edgardo Simón     |
| 3.ª   | 29 de julio | Três Ríos-Teresópolis         | 120,3 | Juan Pablo Suárez | Juan Pablo Suárez |
| 4.ª   | 30 de julio | Teresópolis-Rio das Ostras    | 193   | Magno Nazaret     | Juan Pablo Suárez |
| 5.ª   | 31 de julio | Rio das Ostras-Río de Janeiro | 176   | Eric Schildge     | Juan Pablo Suárez |

## Clasificaciones finales

### Clasificación individual
| Posición | Ciclista            | Equipo                 | Tiempo      |
| -------- | ------------------- | ---------------------- | ----------- |
|          | Juan Pablo Suárez   | EPM-UNE                | 18h 42' 24" |
| 2        | Jaime Castañeda     | EPM-UNE                | + 27"       |
| 3        | Eduard Beltrán      | EPM-UNE                | + 37"       |
| 4        | Javier Gómez Pineda | EPM-UNE                | + 50"       |
| 5        | Antonio Nascimento  | Funvic-Pindamonhangaba | + 57"       |
| 6        | Róbigzon Oyola      | EPM-UNE                | + 2' 08"    |
| 7        | Tyler Wren          | Jamis-Sutter Home      | + 2' 33"    |
| 8        | James Driscoll      | Jamis-Sutter Home      | + 2' 44"    |
| 9        | Ibon Zugasti        | MMR-Spiuk              | + 2' 54"    |
| 10       | Rafael Infantino    | EPM-UNE                | + 2' 55"    |

### Clasificación por puntos
| Posición | Ciclista        | Equipo                                   | Puntos |
| -------- | --------------- | ---------------------------------------- | ------ |
| 1º       | Magno Nazaret   | Funvic-Pindamonhangaba                   | 29     |
| 2.º      | Edgardo Simón   | Padaria Real-Céu Azul Alimentos-Sorocaba | 24     |
| 3.º      | Rafael Andriato | Petroli Firenze                          | 19     |

### Clasificación de la montaña
| Posición | Ciclista           | Equipo                 | Puntos |
| -------- | ------------------ | ---------------------- | ------ |
| 1º       | Antonio Nascimento | Funvic-Pindamonhangaba | 26     |
| 2.º      | Ibon Zugasti       | MMR-Spiuk              | 12     |
| 3.º      | Juan Pablo Suárez  | EPM-UNE                | 10     |

### Clasificación por equipos
| Posición | Equipo                 | Tiempo      |
| -------- | ---------------------- | ----------- |
| 1º       | EPM-UNE                | 56h 08' 39" |
| 2.º      | Funvic-Pindamonhangaba | + 2' 46"    |
| 3.º      | Jamis-Sutter Home      | + 23' 59"   |
| 4.º      | MMR-Spiuk              | + 34' 20"   |
| 5.º      | Petroli Firenze        | + 41' 09"   |